# Sternfeld (cráter)

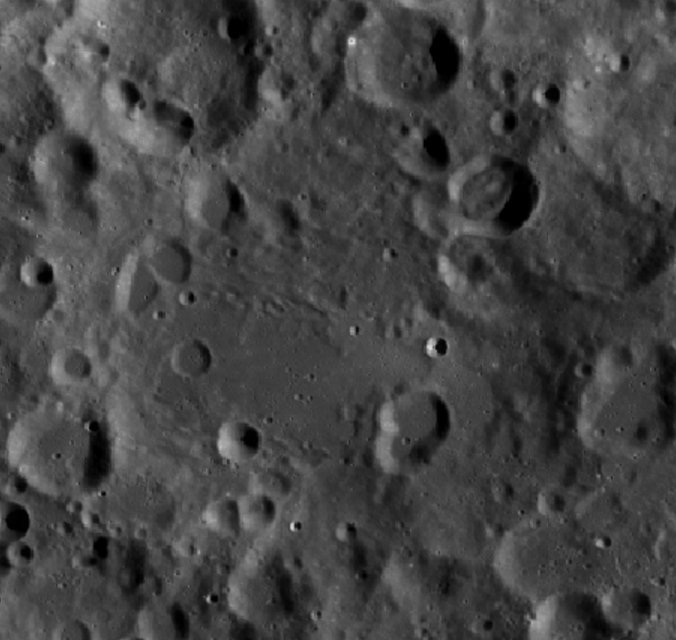
Fotografía de la misión
Lunar Reconnaissance Orbiter

Sternfeld es un cráter de impacto perteneciente a la cara oculta de la Luna. Se encuentra al sur-suroeste del cráter Paschen, y al este-sureste de Lodygin, un cráter algo más pequeño.
|  |

Es una formación fuertemente erosionada, con un borde exterior que ha sido considerablemente desgastado por impactos posteriores. Como resultado, su brocal es irregular y está mal definido. El cráter satélite Lodygin F invade ligeramente el exterior del brocal en su lado noroeste. La parte norte del borde y del suelo interior están marcados por una serie de impactos más pequeños. Un pequeño cráter yace en la parte sur del suelo interior.
Lleva el nombre de Ari Shtérnfeld, científico soviético teórico de los vuelos espaciales. El nombre fue adoptado por la Unión Astronómica Internacional en 1991.